# إسويط أمازوني
إسويط أمازوني (الاسم العلمي:Isoetes amazonica) هو نوع من النباتات يتبع جنس المتسانية من فصيلة المتسانيات.